# HAM Radio

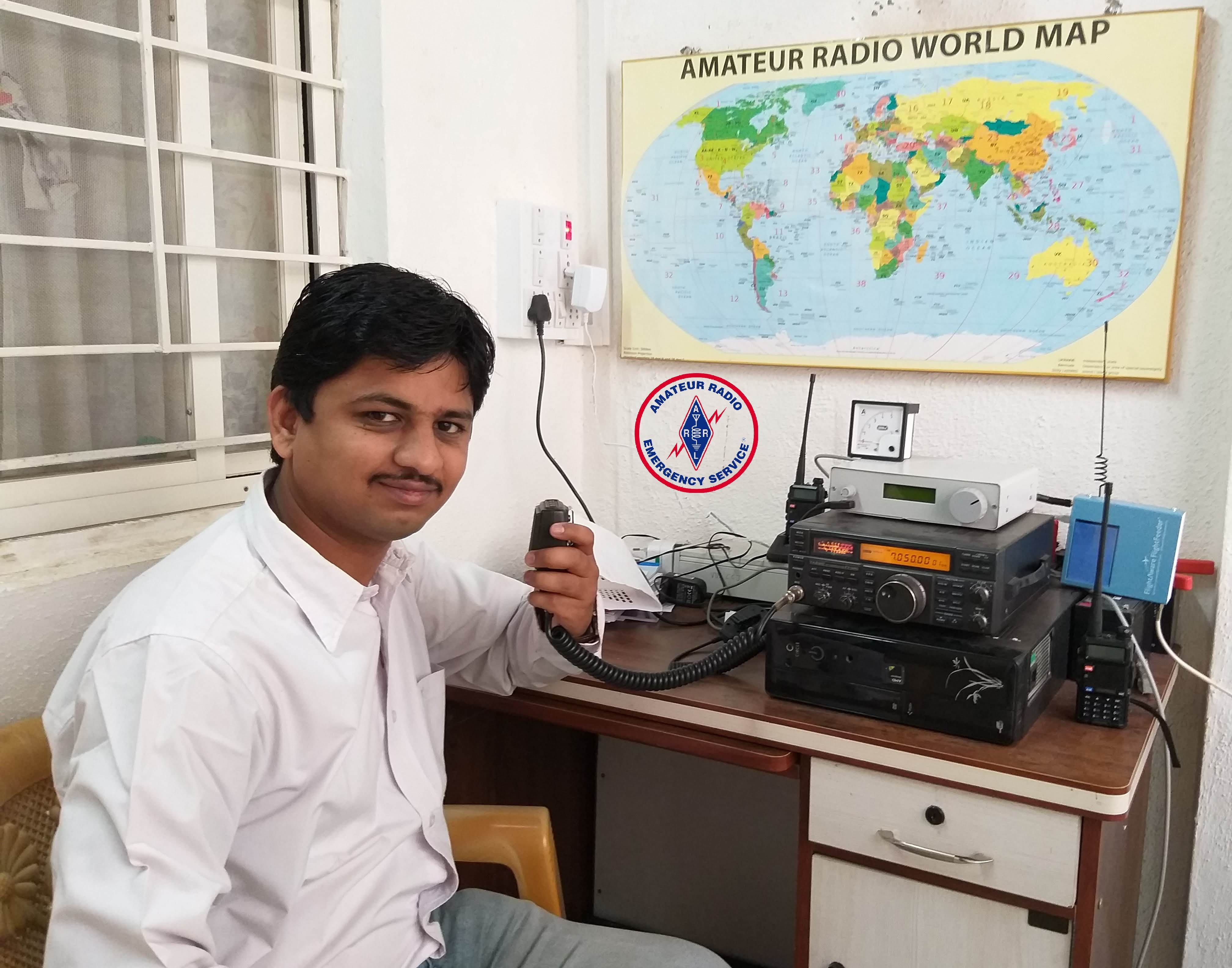
Operátor HAM Rohit Bhosale, VU3LWD ze Satara, Indie, v jeho Ham Radio Shack.

HAM Radio je obecný mezinárodně vžitý název pro hobby radioamatérského vysílání, HAM pak je slangový výraz pro radioamatéra. V případě, že je slovo použito jako obecné označení jednoho konkrétního radioamatéra, lze je skloňovat (vzor pán; např. HAMa, HAMovi…), pokud tvoří součást pojmenování nějaké radioamatérské činnosti, skládá se zpravidla za pomocí dalšího (anglického) slova (viz níže).
Historie vzniku slova HAM se datuje do doby prvních experimentů s vysíláním[zdroj?] a objevováním vlastností kmitočtového spektra – v roce 1908 v USA začali pánové Hyman, Almy a Murray provozovat stanici s názvem Harvard Radio Club. Protože tehdy ještě radioamatéři nepoužívali žádné koordinovaně přidělované volací značky, hlásili se značkou vytvořenou spojením všech svých jmen.[zdroj?] Na telegrafování to ale bylo příliš dlouhé a od roku 1910 přešli na identifikaci pouhými iniciálami svých jmen, tedy HAM.[zdroj?] Když pak v roce 1911 Hyman lobboval v Kongresu USA za větší vlídnost americké legislativy vůči radioamatérům, zkratku HAM používali v rozpravě jako konkrétní příklad všichni řečnící kongresmani.[zdroj?] A tak se toto slovo stalo obecným pojmem pro radioamatérskou stanici (resp. pro jednoho každého držitele radioamatérské licence).
Od tohoto slova se pak odvozují některé další mezinárodně uznávané radioamatérské pojmy (HAM Radio, HAM Spirit, HAM shack, HAM session atp.).